# Henri de Talleyrand-Périgord
Henri de Talleyrand-Périgord (1599 – Nantes, 19 agosto 1626) appartenente all'illustre casato dei Talleyrand-Périgord, fu conte de Chalais durante il regno di Luigi XIII.
Era figlio di Daniel de Talleyrand-Périgord, principe di Chalais, e di Françoise de Montluc.

## Biografia
Nel 1621 si distinse combattendo nell'assedio di Montauban. Divenne quindi capo del guardaroba di Luigi XIII.
Sposò nel 1623 Carlotta di Castiglia, dalla quale non ebbe eredi. Ebbe come amante Marie de Rohan-Montbazon.
Sentimentale e un po' arruffone, nell'estate del 1626 Henri si lasciò trascinare dall'amante nella prima delle numerose cospirazioni ordite dalla nobiltà francese ai danni del cardinale Richelieu e che disgraziatamente per lui ne prese proprio il nome: Cospirazione di Chalais.

## Il pretesto
L'occasione fu fornita dal progetto di matrimonio che il re Luigi XIII e il Richelieu avevano ideato per il fratello del primo, Gastone, principe d'Orléans e Maria di Borbone-Montpensier. Gastone, istigato dal suo precettore, il maresciallo di Francia, Giovanni Battista d'Ornano, non ne volle sapere di sposare questa ricca ereditiera ed attorno a lui si formò un "partito" dei contrari al matrimonio.

## I protagonisti e il complotto
Maria di Rohan, duchessa di Chevreuse, insieme ad altri principi si allearono per cospirare ai danni di Richelieu: si trattava in quel tempo di cercare di riguadagnare un potere feudale che era stato fortemente limitato dalla politica accentratrice reale, iniziata già dal padre di Luigi XIII, Enrico IV.
Nell'estate del 1626 la duchessa si assicurò i servigi del conte di Chalais, gentiluomo molto apprezzato dal re. Lo scopo finale sarebbe stato l'omicidio del cardinale Richelieu e, presumibilmente, anche la destituzione di Luigi XIII, che sarebbe stato rimpiazzato sul trono di Francia dal fratello Gastone.
Ma tutti questi principi congiurati, come anche il conte di Chalais stesso, erano di carattere piuttosto volubile. Il segreto venne violato a causa di liti personali e Richelieu, forte dell'appoggio del re, infierì sui congiurati. Per salvare la propria persona, Gastone confessò subito il suo crimine e rivelò i nomi dei complici.
Il povero conte di Chalais, privo di un prestigio famigliare tale da metterlo al riparo di una condanna, fu arrestato l'8 luglio, giudicato a Nantes e condannato alla decapitazione.
Per lodevole solidarietà gli ex compagni di congiura del conte dissuasero il carnefice dal compiere il proprio dovere. Però ci fu un condannato a morte, graziato per l'occasione, che si offrì al posto del boia. La sua inesperienza tuttavia trasformò l'esecuzione capitale in una tortura per il condannato: pare ci siano voluti ben ventinove colpi di accetta prima che questi morisse.